# Émile Haug
Gustave-Émile Haug (Drusenheim, 19 giugno 1861 – Niederbronn-les-Bains, 28 agosto 1927) è stato un geologo e paleontologo francese naturalizzato tedesco.
Si è laureato nel 1884 presso l'Università di Strasburgo, discutendo una tesi sulle ammoniti del periodico giurassico. Nel frattempo, in quanto membro dirigente di un'associazione studentesca alsaziana, Haugh era costretto a vivere sorvegliato dalla polizia tedesca e con il timore delle repressioni da questa condotte. Sicché, nel 1887, ha deciso di rifugiarsi in Francia, a Parigi, riacquistando la nazionalità francese. Dall'anno seguente ha accettato una collaborazione alla Sorbona, dove si è perfezionato e dove ha svolto una ricerca sul triassico e sul miocene dell'arco subalpino, in particolare tra Gap e Digne.
Nel 1897 ha ottenuto il titolo di professore aggiunto nella facoltà di scienze e ha scritto un articolo in cui anticipava il contenuto della sua più celebre ricerca, quella sulla "teoria delle geosinclinali", che vedrà la luce nel 1900 con il titolo Les géosynclinaux et les aires continentales (in italiano Le geosinclinali e le aree continentali). In questo trattato egli osserva il contrasto tra il regime delle regioni geosinclinali, destinate a diventare catene montuose, ma soprattutto sede di una formazione sedimentaria spessa e opaca, e il regime delle regioni continentali, separate le une dalle altre attraverso i precedenti geologici. In relazione alle aree continentali, Haug analizza le trasgressioni e regressioni marine, documentandole attraverso la serie stratigrafica, pur in parte lacunosa, risultante dai depositi formatisi dall'intermittente erosione marina. Vi ha cercato di stabilire, inoltre, l'esistenza di una compensazione tra i movimenti degli oceani sulle zone continentali e la profondità delle geosinclinali, così come tra il movimento tangenziale di queste ultime e il movimento verticale del primo movimento.
Nel 1903, sempre alla Sorbona, ha ottenuto la titolarità della cattedra di geologia. Ha scritto anche, in quattro volumi, usciti dal 1907 al 1911, un importante trattato geologico (in francese Traité de Géologie). Da alcuni rilievi condotti in Provenza, hanno tratto origine, tra il 1915 e il 1930, una serie di suoi lavori, anche a carattere cartografico, sulla tettonica del massiccio della Sainte Baume (1915), per la stesura della carta geologica della Provenza meridionale (1925) e sulla stratigrafia delle Alpi occidentali (1930).
Socio di diverse istituzioni scientifiche internazionali, fra cui l'Académie des sciences, l'Accademia delle scienze di Torino, la Geological Society of London, Haug è stato presidente della Société géologique de France nel 1902.